# Klooster van de ongeschoeide karmelietessen (Mechelen)

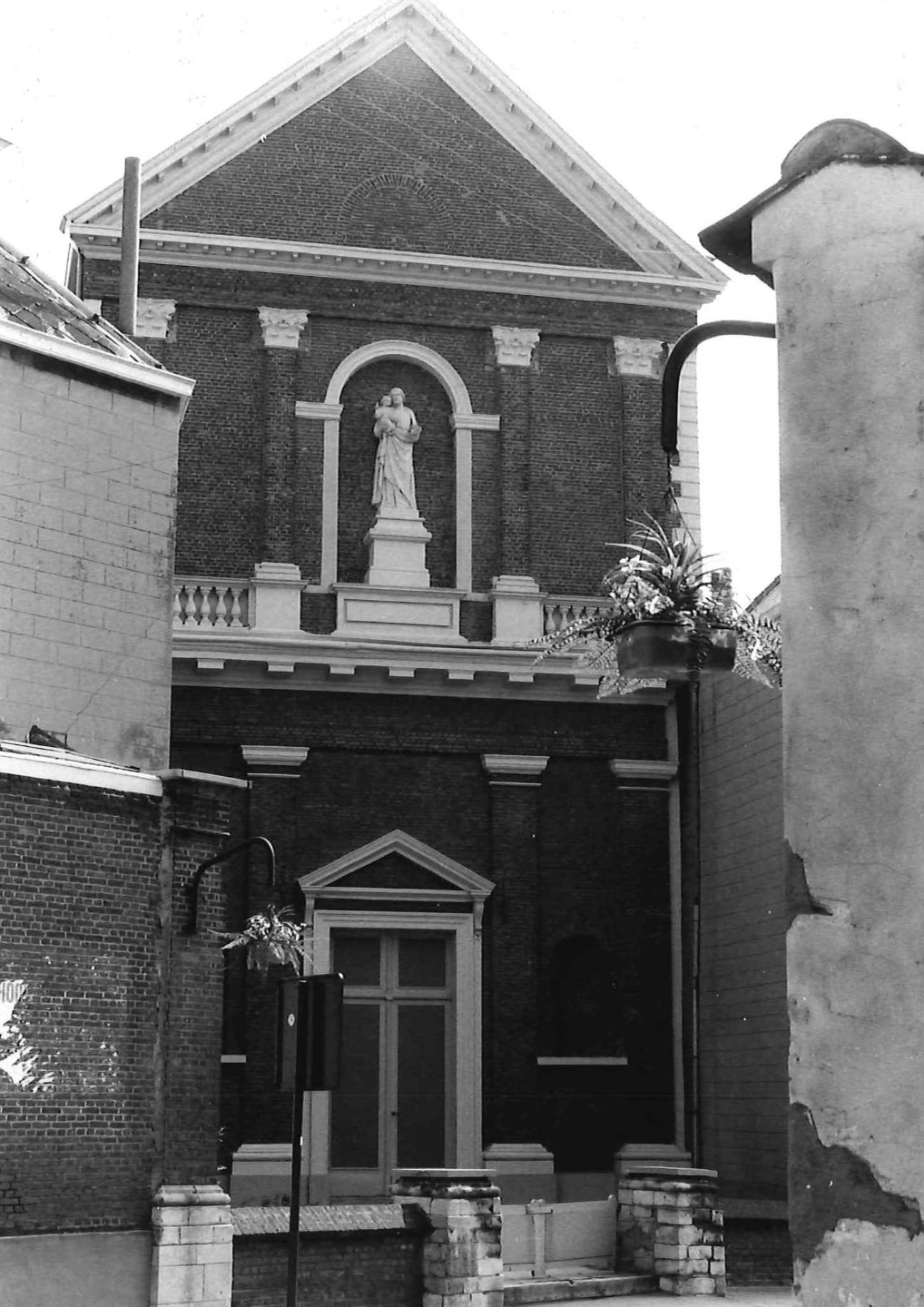
Zicht op kapel van aan Adegemstraat

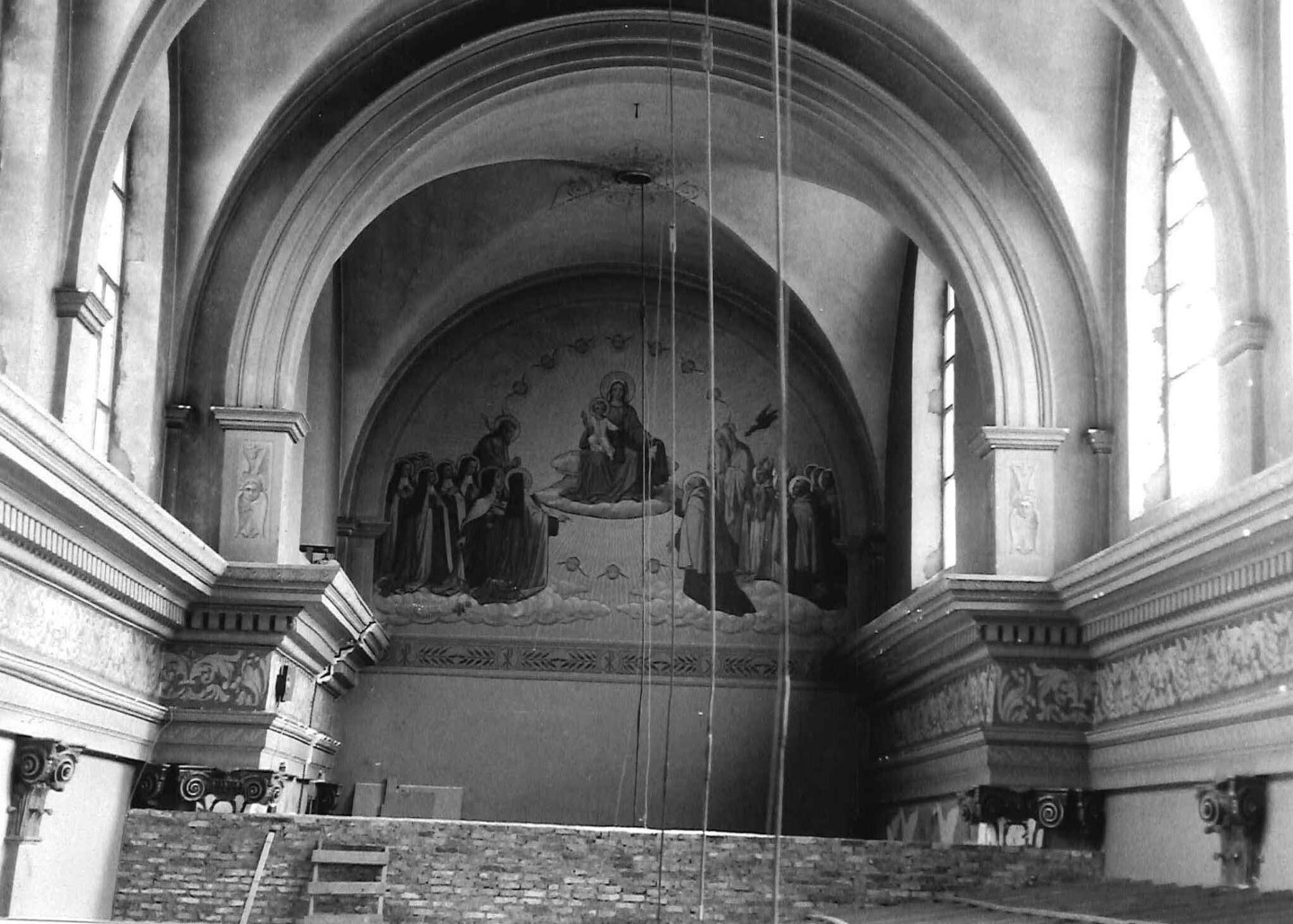
Interieur van de kapel

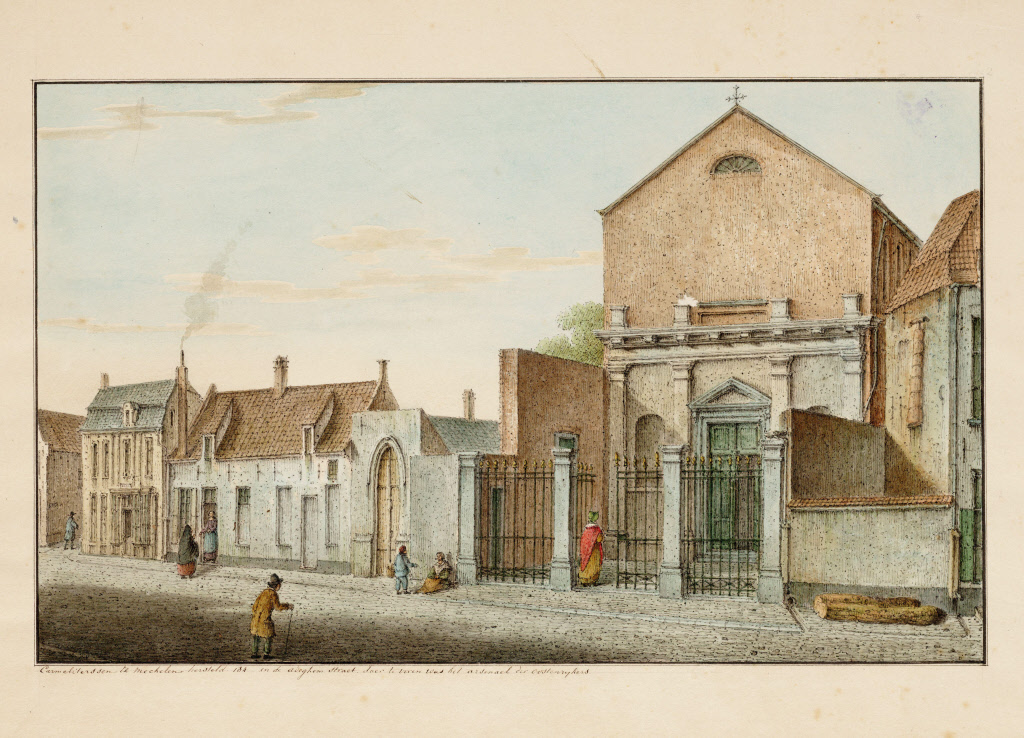
Zicht op het nieuwe klooster der Karmelietessen Theresianen (Jan-Baptist De Noter)

Het Klooster van de Ongeschoeide Karmelietessen is een voormalig 19e-eeuws klooster in Mechelen gelegen tussen de Adegemstraat en Dijle, een kaai langs de Dijle dwars op de Kaardenstraat.
De ongeschoeide karmelietessen, ook gekend als theresianen naar hun voorbeeld Theresa van Avila, een katholieke bedelorde, hadden vanaf het begin van de 17e eeuw een kloostergemeenschap in Mechelen. Een eerste klooster was voltooid aan de Lange Biest (nu Sint-Jansstraat) in 1711. Het was in gebruik tot de sluiting in 1783 als gevolg van het Edict van keizer Jozef II dat contemplatieve ("onnutte") ordes afschafte. Enkele zusters verhuisden daarna naar een huis op het Sint-Romboutskerkhof waarna de ongeschoeide karmelietessen wel meer dan een eeuw uit Mechelen zouden verdwijnen. 
In 1845 kocht de orde van theresianen gronden met het oog op een nieuwe Mechels klooster, afgebakend door Adegemstraat in het westen, Kaardenstraat in het noorden en Dijle in het oosten. 
Het oudst gekende bouwwerk op die gronden dateerde uit de 15e eeuw, het "Hof van Vlaanderen", dat uitgaf op de nu verdwenen Vlaanderenstraat die de Kaardenstraat met de Adegemplaats verbond. Dit hof werd eind 15e eeuw uitgebreid tot aan de oever van de Dijle. Het Hof van Vlaanderen kwam in het begin van de 16e eeuw in bezit van Arnold van Diest, die het in 1520 aan keizer Karel verkocht die er een arsenaal voor artillerie liet inrichten en daartoe twee parallelle dwarsvleugels liet bijbouwen tot aan de Dijle. Na de Eerste Coalitieoorlog werd het voormalige keizerlijke artilleriearsenaal als nationaal goed verkocht en afgebroken.
De theresianen bouwden hun nieuwe klooster op de site en in 1850 kon het klooster aan de Adegemstraat in gebruik genomen worden. Het bouwwerk omvat vier vleugels gerangschikt rondom een rechthoekige binnenplaats. Het werd in 1870 afgewerkt met de inwijding van de kloosterkerk. Deze éénbeukige neoclassicistische kloosterkerk vormt de zuidelijke vleugel van het klooster. De kerk is opgebouwd met vijf traveeën, verlicht door spitsboogvormige vensters met een rechthoekig afgesloten koor.
Van 1850 verbleven zusters van de theresianen in het slotklooster. De dalende intredes maakte het onvermijdelijk dat de orde het klooster te Mechelen diende te sluiten in 1990.
In 1999 werd het voormalig klooster aangekocht door Katoen Natie van Fernand Huts. Het hoofdkantoor van afvalverwerker Indaver werd na de overname door Katoen Natie in 2015 in 2016 in het Mechelse Karmelietessenklooster gevestigd. Ook Buvetex, een andere dochtermaatschappij van Katoen Natie is er gevestigd.
In 2024 kondigde Karine Huts, echtgenote van Fernand Huts, plannen aan voor de inrichting van een museum rond Latijns-Amerikaanse kunst, of andere kunstwerken van The Phoebus Foundation, naast andere culturele functies in het voormalig klooster toe te voegen aan de bestaande kantoorfunctionaliteit als vestiging van Indaver. Een bezoek van het echtpaar in 2022 aan het cultureel centrum Les Franciscaines in de Franse badplaats Deauville vormde de inspiratie voor het project. Ook in Deaville kreeg een negentiende-eeuwse kloosterarchitectuur een hedendaagse invulling. Dezelfde architect die het project in Deauville realiseerde, verklaarde zich ook bereid het klooster in Mechelen aan te pakken. Alain Moatti van Moatti & Rivière, een internationaal gereputeerd architectenbureau uit Parijs werkte naast het centrum in Deauville eerder aan onder meer de Cité internationale de la dentelle et de la mode de Calais, de inrichting van de eerste verdieping van de Eiffeltoren en l'Hôtel de la Marine op de Place de la Concorde.
De rechthoekige kloostertuin zou met een glazen overkapping ruimte bieden voor exposities of conferenties. Maar ook ruimte voor artists in residence, horeca en een auditorium dat in de kapel kan komen, worden als opties voorgesteld. De kloostertuin grenzend aan Dijle wordt vernieuwd en blijft publiek toegankelijk. De stad Mechelen gaf reeds toestemming voor de basisprincipes van het project, die verder gevalideerd en goedgekeurd moeten worden door de stedenbouwkundige diensten van de stad en het Vlaams Agentschap Onroerend Erfgoed.